# 香草河岸

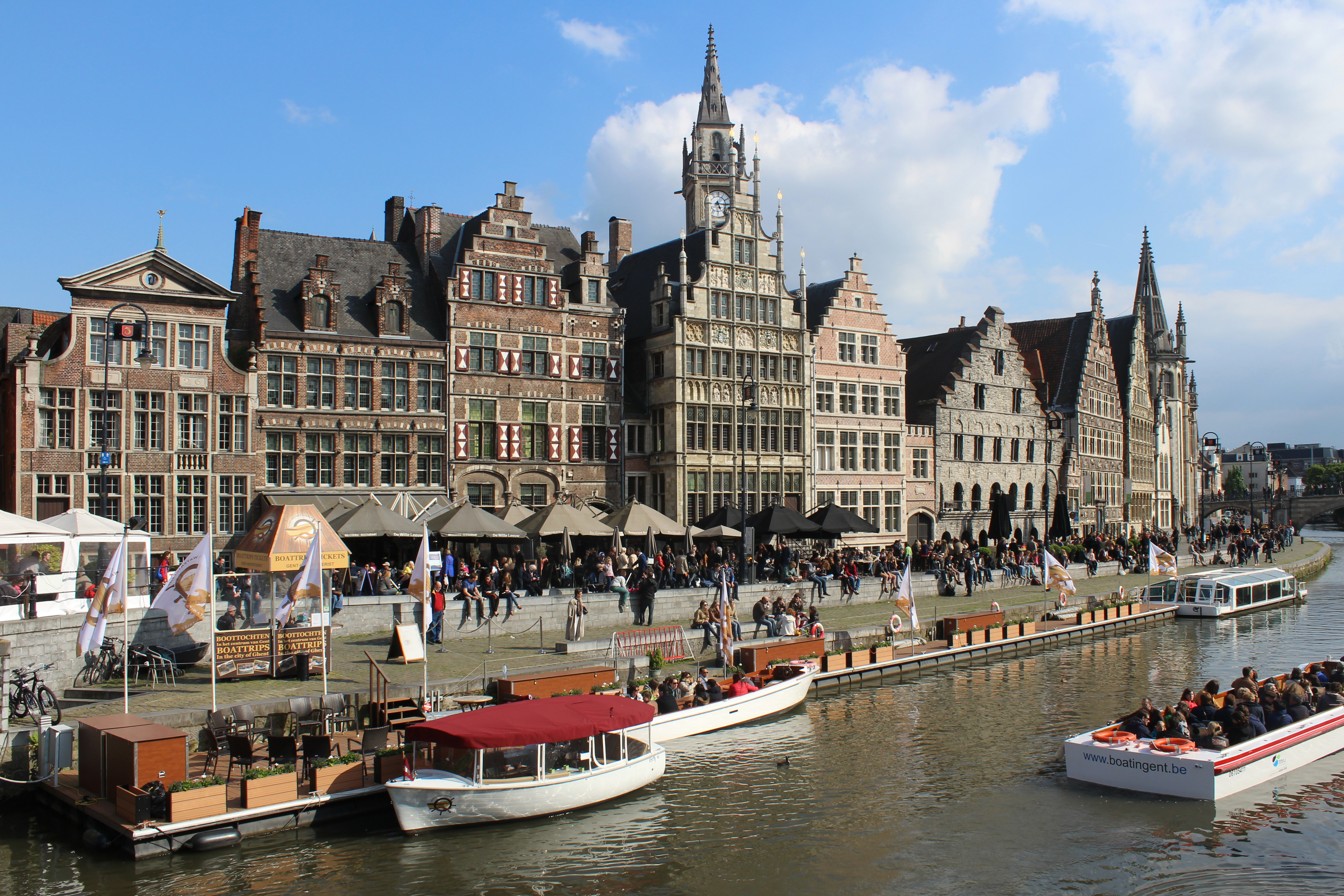

香草河岸（荷蘭語：Graslei，荷蘭語發音：[ˈɣrɑslɛi̯]）是位於比利時城市根特的一個地區，也是根特的歷史中心城區。香草河岸在11世紀隨著貿易的繁榮爾開始發展，成為根特的主要港口。現在香草河岸仍然保留有18至19世紀的建築，其景觀得到了比利時政府的保護。

## 外部連結
- Graslei （页面存档备份，存于）